# Camba (manzana)
Camba es el nombre de una variedad cultivar de manzano (Malus domestica). Esta manzana es originaria de Galicia, está cultivada en la colección de árboles frutales y banco de germoplasma de Mabegondo con el Nº 82; ejemplares procedentes de esquejes localizados en Rodeiro (Pontevedra).

## Sinónimos
- "Manzana Camba",[4][5]
- "Maceira Camba".

## Características
El manzano de la variedad 'Camba' tiene un vigor elevado. Tamaño grande y porte erguido.
Época de inicio de brotación a partir del 18 de abril y de floración a partir de 6 de mayo.
Las hojas tienen una longitud del limbo de tamaño medio, con la máxima anchura del limbo media. Longitud de las estípulas media y la máxima anchura de las estípulas es ancha. Denticulación del borde del limbo es ondulado, con la forma del ápice del limbo cuspidado y la forma de la base del limbo es obtuso. Con subestípulas presentes.
Sus flores tienen una longitud de los pétalos larga, anchura de los pétalos es ancha, disposición de los pétalos superpuestos entre sí, con una longitud del pedúnculo media.
La variedad de manzana 'Camba' tiene un fruto de tamaño medio, de forma plana-globosa, de color bicolor, con chapa lavada, e intensidad media. Epidermis de textura desigual con pruina en su superficie, y con presencia de cera débil. Sensibilidad al "russeting" (pardeamiento áspero superficial que presentan algunas variedades) muy poco sensible. Con lenticelas de tamaño grande.
Los sépalos están dispuestos parcialmente replegados, superpuestos en su base; fosa calicina muy profunda de una anchura ancha. Pedúnculo de grosor grueso y de longitud corto, siendo la cavidad peduncular de una profundidad media y de anchura media. Con pulpa de color crema, de firmeza es intermedia y textura intermedia; su jugosidad es intermedia con sabor de acidez media-baja dulce, y aromática.
Época de maduración y recolección a partir del 12 de agosto. 'Camba' es una manzana que se utiliza como fruta de mesa.

## Susceptibilidades
- Oidio: ataque fuerte
- Moteado: no presenta
- Raíces aéreas: no presenta
- Momificado: no presenta
- Pulgón lanígero: no presenta
- Pulgón verde: no presenta
- Araña roja: no presenta
- Chancro: no presenta[3]